# OmegaWiki
OmegaWiki (tidligere kendt som WiktionaryZ og Ultimate Wiktionary) er en online oversættelseordbogwiki baseret på Wiktionary. Wikien blev grundlagt den 27. december 2005.
| Sprog | Spire Denne artikel om sprog er en spire som bør udbygges. Du er velkommen til at hjælpe Wikipedia ved at udvide den. |